# Auguste Morel (musicien)
Pour les articles homonymes, voir Morel.
Ne doit pas être confondu avec Auguste Morel (aviateur).
Auguste François Morel est un compositeur et critique musical français né le 26 novembre 1809 à Marseille et mort le 23 avril 1881 à Paris.

## Biographie
Né dans une famille de commerçants, c'est la carrière qui lui est destinée avant que l'attrait de la musique ne le happe. Il pratique d'abord comme amateur dans ses jeunes années à Marseille avant d'étudier la composition en autodidacte. Venu à Paris afin de se perfectionner au Conservatoire de musique et de déclamation il ne peut y entrer en raison de son âge, trop avancé selon le règlement de l'époque. Il débute alors une carrière de critique musical dans plusieurs publications, au Vert-Vert et au Journal de Paris, puis au Messager des Chambres, enfin à la Revue et Gazette des théâtres ainsi qu'au Monde musical. Ardent défenseur de la musique de Berlioz, ils deviennent très amis. En parallèle, il compose de nombreuses mélodies.
Revenu à Marseille pour raison familiale en 1850, Auguste Morel prend alors la direction du conservatoire local à partir de 1851, poste qu'il occupe jusqu'en 1872. Pendant ce mandat, il s'adonne davantage à la composition musicale. Il écrit diverses ouvertures symphoniques, cantates et chœurs, ainsi qu'un grand opéra en quatre actes, Le Jugement de Dieu, créé le 9 mars 1860 au Grand-Théâtre de Marseille. Il est nommé chevalier dans l'ordre de la Légion d'honneur en 1863,. 
En 1873, à la suite d'une rétrogradation par la municipalité du statut du conservatoire de Marseille, Morel retourne à Paris et devient rédacteur pour Le Ménestrel. Il compose une Symphonie en ut mineur, exécutée le 31 mars 1874 à Marseille par le Cercle artistique de Marseille, et reçoit les Palmes académiques en 1876. Dans la nuit du 22 au 23 avril 1881 il meurt subitement des suites d'un refroidissement. 
Le premier enregistrement entièrement consacré à la musique d'Auguste Morel, « Mélodies, scènes et romances », composé de vingt de ses soixante mélodies et de son unique duo, parait chez DOM Forlane en février 2021.

## Style
Selon les mots d'Alexis Rostand : « Les qualités dominantes de M. Auguste Morel sont le vif sentiment mélodique, l’expression et la clarté. Le caractère de sa pensée est le plus souvent triste, mélancolique ou pathétique. Quelquefois sa phrase vocale a l’accent un peu plaintif d’Halévy. Cet artiste laborieux et modeste, qui a presque toujours vécu en province et dont les travaux ne sont pas assez connus, doit avoir sa place à côté des personnalités les plus honorées de l’art contemporain. Une partie de son œuvre marquera parmi les meilleures productions de ce temps ».
Ces qualités s'expriment pleinement dans le domaine de la musique de chambre, genre pour lequel Auguste Morel se voit décerner trois fois le prix Chartier par l'Académie des beaux-arts, en 1863, 1874 et 1877.

## Œuvres
Parmi ses œuvres figurent notamment :
- Quatuor à cordes no 1, op. 1[16]
- Quatuor à cordes no 2, op. 2[17]
- 2 Caprices-études pour le piano, op. 3[18]
- Quintette à cordes, op. 4, pour 2 violons, 2 altos et violoncelle[19]
- Quatuor à cordes no 3 et Quatuor à cordes no 4
- Quatuor à cordes no 5, op. 6[20]
- Grand Trio en fa dièse mineur, op. 7, pour violon, violoncelle et piano[21]
- Album de chant[22]
- 3 Mazurkas caractéristiques pour piano[23]
- Romance sans paroles pour piano[24]
- 3ecaprice-étude pour piano[25]
- Main gauche et main droite, 4e caprice-étude pour piano[26]
- La Fille d'Eschyle, suite d'orchestre[27]
- Le Jugement de Dieu, opéra en 4 actes[28]